# Dr. Wolff-Gruppe
Die Dr. Wolff-Gruppe GmbH ist die Konzernobergesellschaft der Dr. Wolff-Gruppe mit Sitz in Bielefeld.
Unter diesem Dach befinden sich die beiden operativen Gesellschaften Dr. August Wolff GmbH & Co. KG Arzneimittel, zuständig für Medizinprodukte & Arzneimittel und Dr. Kurt Wolff GmbH & Co. KG, zuständig für Kosmetik. 
Zu den Marken der Gruppe gehören Alcina, Alpecin, Bioniq Repair, Karex, Linola und Vagisan.

## Geschichte
Der Bielefelder Apotheker August Wolff gründete 1905 die Sudbracker Nährmittelwerke Vinces. Später wurde daraus die Dr. August Wolff GmbH & Co. Produziert wurden zu Beginn Hustensaft, Lebertran und Kräutertees sowie Hämatopan – ein eisenhaltiges Aufbaupräparat.
1930 erfolgte die Entwicklung von Alpecin zur Pflege der Kopfhaut. Acht Jahre später die der Marke Linola, die bis heute Produkte für medizinische Hautpflege anbietet. Das erste Produkt war eine Öl-in-Wasser-Emulsion mit Linolsäure.
Nach dem Tod des Firmengründers übernahm 1942 dessen Sohn Kurt die chemisch-pharmazeutische Fabrik Dr. August Wolff (und die Marke VINCES). In der Nachkriegszeit konzentrierte man sich zunächst auf die Produktion lebenswichtiger Arzneimittel wie Insulin. Zudem legte Kurt Wolff verstärkt den Fokus auf die Herstellung von Kosmetik. Er gründet die Dr. Kurt Wolff Körperpflege GmbH & Co. KG, um den Kosmetik- vom Pharmabereich zu trennen. Die Marke Alcina wurde gegründet.
Von 1978 bis 1998 übernahm Doris Wolff nach dem Tod ihres Mannes Kurt Wolff die Unternehmensführung. Sie setzte sich für Innovationen und Investitionen am Standort Bielefeld ein und initiierte den Bau eines Schulungszentrums für Friseure und Kosmetiker sowie neue Standorte für Produktion und Konfektionierung.
Schließlich übernahmen die Cousins Eduard R. Dörrenberg und Christoph Harras-Wolff, Urenkel des Firmengründers, gemeinsam mit Christian Mestwerdt die Geschäftsführung. Seither spielt der Ausbau der Geschäfte in anderen Ländern eine Rolle. Heute gibt es Vertretungen in den USA, Australien und China. Darüber hinaus wurde das Markenportfolio um Vagisan und die Oral Care-Marken Karex und Bioniq Repair-Zahncreme erweitert.  Seit September 2023 erweitert Dr. rer. pol. Andreas Brinkhoff die Geschäftsführung im Bereich Supply Chain und IT.
Mit Beginn der Corona-Pandemie entwickelte Wolff Produkte zur Desinfektion und brachte unter der Marke Linola neben einem Desinfektionsgel auch einen Hygiene-Handbalsam sowie eine Handhygiene-Reinigung und eine antivirale Mund- und Rachenspülung auf den Markt.

## Sportsponsoring
Bereits seit 1949 sponsert die Dr. Wolff-Gruppe mit der Marke Alcina den Radsport.
Im Jahr 2014 gab das Unternehmen bekannt, ein Namenssponsoring im Radsport zu übernehmen. Seit Juli 2022 trägt das Team den Namen Alpecin-Deceuninck.
Neben dem Radsport engagiert sich das Unternehmen traditionell im Fußball beim DSC Arminia Bielefeld, aber auch im Tennis bei der ATP Halle.

## Werbefigur
Seit 2007 fungiert mit Adolf Klenk der Leiter der Abteilung Forschung und Entwicklung der Dr. Wolff-Group als Testimonial im weißen Laborkittel für die Unternehmensmarke Alpecin.

## Kritik
Die aggressive und nicht auf Tatsachen beruhende Marketingkampagne einer ihrer angeblich kariespräventiven Zahnpasten (Karex) haben die Deutsche Gesellschaft für Zahnerhaltung, die Deutsche Gesellschaft für Präventivzahnmedizin sowie die Bundeszahnärztekammer Anfang 2018 scharf kritisiert.